# Arentorp
Arentorp är en tätort i Vara kommun och kyrkbyn i Södra Kedums socken i Västergötland, belägen ca 7 km sydväst om Vara.
I Arentorp ligger Södra Kedums kyrka, som byggts efter ritningar av Isak Gustaf Clason.

## Ortnamnet
Namnet skrevs 1352 Arnathorpe. Detta är en genitiv av kvinnonamnet Arna eller av mansnamnet Arne med tillägget torp = "nybygge".

## Historia
Orten uppstod som stationssamhälle vid den nu nedlagda Västgötabanan.

### Befolkningsutveckling
| Befolkningsutvecklingen i Arentorp 1960–2020 | Befolkningsutvecklingen i Arentorp 1960–2020 | Befolkningsutvecklingen i Arentorp 1960–2020 | Befolkningsutvecklingen i Arentorp 1960–2020 | Befolkningsutvecklingen i Arentorp 1960–2020 |
| -------------------------------------------- | -------------------------------------------- | -------------------------------------------- | -------------------------------------------- | -------------------------------------------- |
|                                              |                                              |                                              |                                              |                                              |
| År                                           |                                              |                                              | Folkmängd                                    | Areal (ha)                                   |
| 1960                                         | 1960                                         |                                              | 275                                          |                                              |
| 1965                                         | 1965                                         |                                              | 342                                          |                                              |
| 1970                                         | 1970                                         |                                              | 415                                          |                                              |
| 1975                                         | 1975                                         |                                              | 462                                          |                                              |
| 1980                                         | 1980                                         |                                              | 481                                          |                                              |
| 1990                                         | 1990                                         |                                              | 512                                          | 56                                           |
| 1995                                         | 1995                                         |                                              | 492                                          | 57                                           |
| 2000                                         | 2000                                         |                                              | 489                                          | 57                                           |
| 2005                                         | 2005                                         |                                              | 472                                          | 58                                           |
| 2010                                         | 2010                                         |                                              | 472                                          | 58                                           |
| 2015                                         | 2015                                         |                                              | 464                                          | 81                                           |
| 2020                                         | 2020                                         |                                              | 510                                          | 83                                           |
|                                              |                                              |                                              |                                              |                                              |

## Sevärdheter
Kobism, en staty av en ko med fyrkantiga fläckar, formgiven av Lasse Åberg.